# روح‌انگیز شریفیان
روح‌انگیز شریفیان نویسنده معاصر ایرانی، متولد سال ۱۳۲۰ در تهران است. تحصیلات دانشگاهی خود را در رشتهٔ تعلیم و تربیت در اتریش طی کرده‌است و اکنون سال هاست که در لندن اقامت دارد.
نخستین رمان روح‌انگیز شریفیان ''چه کسی باور می‌کند، رُستم'' چاپ سال ۱۳۸۲ جایزه ادبی گلشیری برای بهترین رمان سال را از آن خود کرد.

## معرفی
روح‌انگیز شریفیان دربارهٔ خود اینطور می‌گوید:
مادرم می‌گفت که چرا اینقدر دروغ سر هم می‌کنم. اگر عکسی از نوجوانی ام ببینید همیشه کتابی زیر بغل دارم و همیشه سرم تو کتاب است. پدرم نگرانم بود که زیادی کتاب می‌خوانم و از درس بازمی‌مانم. از درس بازنماندم. سال ششم دبیرستان بودم، برای کنکور درس می‌خواندم، درکنسرواتوار تهران پیانو می‌زدم، کلاس زبان آلمانی می‌رفتم و همچنان کتاب می‌خواندم.
پول تو جیبی ام را جمع می‌کردم تا با برادرم آخرین کتابهای چاپ شده را بخریم. در امتحان زبان آلمانی برای اعزام دانشجو قبول شدم، اما کنکور نه؛ و به اطریش رفتم. این سال ۱۳۴۲ بود.
در اتریش، روان‌شناسی تعلیم و تربیت خواندم. در کنسرواتوار پیانو هم می‌زدم. در آن زمان گاهی داستانهای کوتاهی می‌نوشتم که به تازگی پیدایشان کرده بودم و البته یکسره همه را پاره کردم از بس احساساتی بودند. عنوان تز دکترایم تأثیر تربیتی پدر بر زندگی و شخصیت کودک بود.
همچنین در بخش آخر این نوشته آورده‌است:
صدتا نامه نوشته‌ام و یک نامه دریافت کرده‌ام. پنجاه دفعه عاشق شده‌ام. یکبار ازدواج کرده‌ام و سی سال سالگرد آن را جشن گرفته‌ام. دو میلیون بچه داشته‌ام دوتایشان را بزرگ کرده‌ام.
شصت و دو دوست خارجی پیدا کرده‌ام، صدهزار کارت تبریک فرستاده‌ام. هزاربار به یاد ایران افتاده‌ام، هزار هزار بار خوابش را دیده‌ام و هر بار کمی از خودم را از دست داده‌ام و هرگز جوابی پیدا نکرده‌ام.

روح‌انگیز شریفیان در حالی که مشغول نوشتن رمان دیگری است می‌گوید: 
حسرت کسانی را می‌خورم که به زبان انگلیسی می‌نویسند، خواننده‌های بسیاری دارند و از سایه سنگین سانسور و خود سانسوری چیزی نمی‌دانند.

## آثار
- دوران
- آخرین رؤیا (۱۳۹۵)، تهران: نشر آگه.
- دست‌های بسته (۱۳۷۰)
- چه کسی باور می‌کند، رُستم (۱۳۸۲) (رمان) چاپ انتشارات مروارید، چاپ اول اسفند ۱۳۸۲، چاپ نهم آذر ۱۳۹۰
- روزی که هزاربار عاشق شدم (۱۳۸۴) (مجموعه داستان) چاپ انتشارات مروارید، چاپ اول تیرماه ۱۳۸۴، چاپ پنجم ۱۳۹۰
- کارت پستال (۱۳۸۷) چاپ انتشارات مروارید
- خدای من، خدای من (پاییز ۱۳۸۹): این رمان هنوز از وزارت ارشاد اجازه چاپ نگرفته‌است.

## آثار تخصصی (روان‌شناسی تعلیم و تربیت)
- مامان من ترا دوست ندارم
- بدو بدو کلاست دیر شد
- آخ آخ باز دعوا کردی؟
- اخمهایت را بازکن
- دلم گرفت
- بچه چرا اینقدر نق می‌زنی؟

## ترجمه
- سرگذشت مدرسه سامرهیل (انگلیسی به فارسی)
- روش تربیتی آزاد (انگلیسی به فارسی)
- برخی از داستان‌هایش (فارسی به انگلیسی)[نیازمند منبع]

## جوایز
- رمان چه کسی باور می‌کند، رستم جایزه هوشنگ گلشیری برای بهترین رمان اول سال۱۳۸۳.
- ترجمه انگلیسی داستان کوتاه «پسرهایم» در مسابقه داستان کوتاه‌نویسی لندن در سال ۱۹۹۵ در London art board به مرحله نهایی رسید.